# La Cartuja

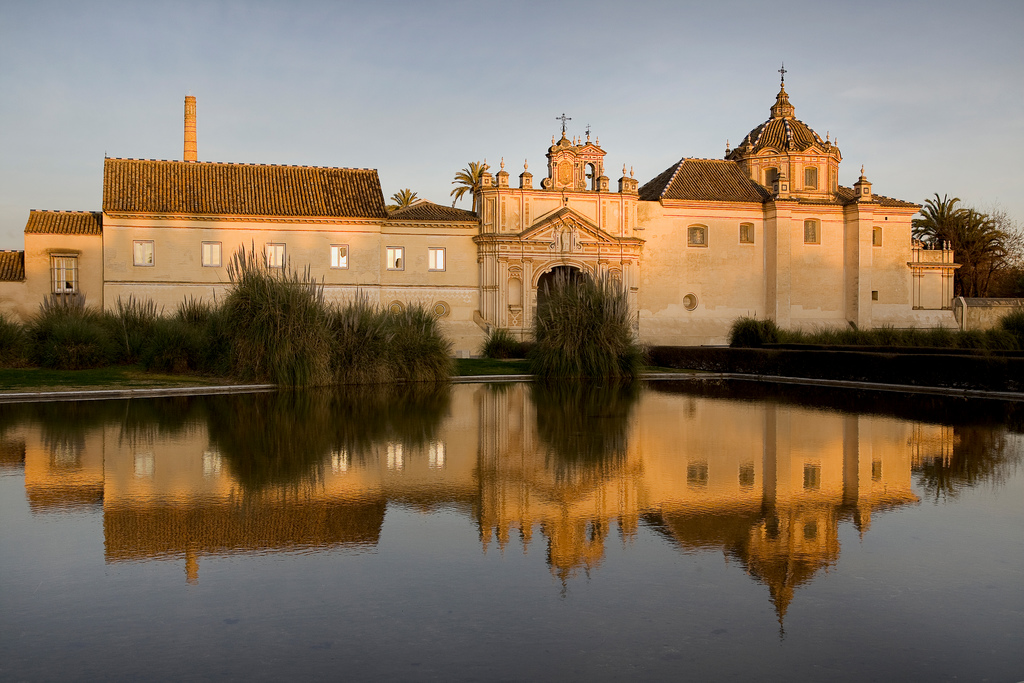
Die Kartause María de las Cuevas

Das Kloster Santa María de las Cuevas – La Cartuja ist ein ehemaliges Kartäuserkloster in Sevilla, der Hauptstadt der Region Andalusien in Spanien. Es befindet sich zwischen den Armen des Guadalquivir auf der Insel La Cartuja, die ihren Namen nach der Kartause erhielt.
Die Kartause war der symbolische Mittelpunkt der Expo 92, der Weltausstellung 1992 in Sevilla (Exposición Universal de Sevilla 1992).

## Geschichte
In der Kartause fand im 16. Jahrhundert Christoph Kolumbus Aufnahme. Im 19. Jahrhundert entstand die Porzellanfabrik des Charles Pickman (1808–1883) mit schlanken Schornsteinen und hier fand der königliche Pavillon der Expo 92 seinen Platz.
Das Kloster besaß bis zu 800 Hektar Grund. Der Reichtum des Klosters, der teils aus den Spenden seiner Gönner, teils aus den Erträgen seiner fruchtbaren Böden entstand, kam der Förderung der Künste ebenso zugute wie dem Kampf gegen die immer wieder auftretenden Überschwemmungen. Hier kamen die ersten Landwirtschaftsmaschinen zum Einsatz, und auch die industrielle Revolution hinterließ ihre Spuren: 1839 richtete der Engländer Pickman hier seine Feinporzellanfabrik ein. Die Öfen und Schornsteine der ehemaligen Produktionsstätte sind ein Wahrzeichen von Sevilla und der Expo; sie erinnern daran, dass die Fabrik auf internationalen Ausstellungen für ihr hervorragendes Porzellan ausgezeichnet wurde.
Das 120.000 m² große Gelände bestand früher überwiegend aus Nutz- und Landschaftsgärten mit Schöpfrädern, Lusthäusern, einer Aussichtswarte (1636) und der noch erhaltenen Niedereiche, auf der Kolumbus zu sitzen pflegte.

## Klosteranlage und Bauten
Die Mauern des Kartäuserklosters umschließen mehrere Innenhöfe, Kreuzgänge und Kapellen mit sehenswerten Skulpturen, Gemälden und Keramiken.
Die nach dem Erdbeben von Lissabon (1755) wiederaufgebaute Kapelle an der Westmauer diente während der Expo 92 als Königspavillon. In früheren Zeiten logierten die Könige in der Priorzelle, die dem sevillanischen Patrizierhaus des 16. und 17. Jahrhunderts nachempfunden ist. Die Sankt-Anna-Kapelle der gotischen Kirche (15. Jahrhundert) barg einst die sterblichen Überreste von Kolumbus, der in der Kartause Unterstützung, Freundschaft und einen Ort des Vertrauens gefunden hatte, wo er seine Sachen in Verwahrung gab.
Um den kleinen Kreuzgang im Mudéjar-Stil an der Südseite der Kirche liegen das Refektorium (15. Jahrhundert) und die Kapitelkapelle (Gotik, 15. Jahrhundert) mit den italienischen Marmorgräbern der Ribera, der Mäzene des Klosters. Vom großen Kreuzgang sind drei der ältesten Zellen erhalten.

## Heutige Nutzung
Die anlässlich der Expo 92 wieder instand gesetzte und vergrößerte Anlage stellte nun die symbolische Mitte dieser der Forschung und der Spitzentechnologie gewidmeten Weltausstellung dar. Einige der Werke internationaler, bedeutender Künstler auf der Insel sind in den letzten Jahren beschädigt worden, Baggern zum Opfer gefallen, verschandelt und sogar gestohlen worden. Davon sind betroffen Stephan Balkenhols „Mann mit weißem Hemd und schwarzer Hose“ oder eine Keramikarbeit von Roberto Matta.